# GP Stad Vilvoorde
De GP Stad  Vilvoorde is een voormalige Belgische wielerwedstrijd in de stad Vilvoorde, in de provincie Vlaams-Brabant. De wedstrijd werd voor het eerst verreden in 1931. Eddy Merckx behaalde hier in 1965 zijn eerste overwinning. Onder anderen de ex-wereldkampioenen Eloi Meulenberg, Theo Middelkamp en Briek Schotte staan op de erelijst.

## Meervoudige winnaars
| Overwinningen | Renner          | Land      | Jaren      |
| ------------- | --------------- | --------- | ---------- |
| 2             | Theo Middelkamp | Nederland | 1936, 1948 |
| 2             | Wim Omloop      | België    | 1998, 1999 |

## Overwinningen per land
| Overwinningen | Land                                  |
| ------------- | ------------------------------------- |
| 68            | België                                |
| 11            | Nederland                             |
| 1             | Finland, Frankrijk, Litouwen, Rusland |